# Créole guyanien
Le créole guyanien (Kriyoliiz par ses locuteurs) est une langue créole à base lexicale anglaise parlée par les Guyaniens. Linguistiquement, il est similaire à d'autres dialectes anglais de la région des Caraïbes, basé sur l'anglais du XIXe siècle et emprunte des mots à des langues d'Afrique de l'Ouest, d'Asie du Sud-Inde, d'Arawakan et de néerlandais